# 민주화실천가족운동협의회
민주화실천가족운동협의회 또는 민가협은 1985년 12월 12일에 양심수를 후원하기 위해 결성된 사회운동단체이다. 대부분 양심수들의 가족들이 참여하고 있다. 사무실은 서울특별시 종로구 명륜3가 108-3에 위치하고 있다. 1992년부터 서울시 종로구 탑골공원 앞에서 양심수 석방과 국가보안법 철폐를 요구하는 목요 집회를 개최하고 있다.

## 주요 활동
- 국가보안법 폐지운동
- 인터넷 홈페이지를 통한 양심수 현황 보고
- 양심수 가족들의 목요집회 - 이때 집회참석자들은 저항을 의미하는 보라색을 사용한다.
- 인권강좌와 인권콘서트를 통한 인권운동

## 같이 보기
- 2009년 전여옥 폭행 사건
- 양심수후원회
- 전국민족민주유가족협의회